# Orljevo
Orljevo es un pueblo ubicado en la municipalidad de Petrovac, en el distrito de Braničevo, Serbia.

## Superficie
Posee una superficie de 5,801 kilómetros cuadrados.

## Demografía
Hasta 2011 la población era de 208 habitantes, con una densidad de población de 35,86 habitantes por kilómetro cuadrado.